# بيل رايلي (لاعب هوكي الجليد)
بيل رايلي (بالإنجليزية: Bill Riley)‏ هو لاعب هوكي الجليد أمريكي، ولد في 6 أكتوبر 1921، وتوفي في 16 فبراير 2000.